# Vladislav Starevitj
Vladislav Aleksandrovitj Starevitj (russisk: Владисла́в Алекса́ндрович Старе́вич) (født 8. august (jul.: 27. juli) 1882 i Moskva, Russiske Kejserrige, død 26. februar 1965 i Paris, Frankrig, også kendt under sit polske navn Władysław Starewicz) var en polsk-russisk filminstruktør og stop motion-filmanimator. Starevitj anses som en af pionerne inden for animationsfilm og er i dag kendt som skaberen af verdens første dukkeanimerede film, Prekrasnaja Ljukanida (da.: Den smukke Ljukanida) fra 1912. Starevitj er tillige kendt for en række andre stop motion-film, hvor han benyttede døde insekter og andre dyr som karaktererne i rollerne. Efter den russiske revolution i 1917 emigrerede Starevitj til Frankrig, hvor han fortsatte karrieren under navnet Ladislas Starewitch.

## Opvækst og karriere i Rusland
Vladislav Aleksandrovitj Starevitj blev født i Moskva som søn af et etnisk polsk ægtepar fra det nuværende Litauen. Ægteparret tilhørte lavadelen og holdt lav profil i Rusland, idet de begge havde støttet Januaropstanden i 1863 mod den russiske indflydelse i Polen. Moren døde, da Vladislav var fire, og han voksede op hos bedstemoderen i Kaunas, i Kaunas guvernement i Det Russiske Kejserrige. Vladislav gik på gymnasium i Dorpat (det nuværende Tartu i Estland), hvor han udover skolegangen dekorerede postkort og lavede illustrationer for lokale tidsskrifter. Efter gymnasiet trodsede han familiens ønsker og blev optaget på kunstmalerskolen.
Han blev efter skolegangen i 1910 direktør på det Naturhistoriske Museum i Kaunas, hvor han fik indspillet fire korte live-action dokumentarfilm for museet. I den femte film ville Starevitj optage to hjortebiller kæmpe, men blev frustreret over, at billerne stoppede med at bevæge sig, når lyset blev tændt, hvis de ikke ligefrem døde af lampernes kraftige varme. Inspireret af den franske stop motion film fra 1908 Les allumettes animées (da.: De animerede tændstikker) besluttede Starevitj at genskabe billernes kamp med stop motion teknik. Billernes ben blev erstattet med snore limet til døde billers kroppe, og på den måde skabte han filmen Lucanus Cervus (da.: Eghjort, 1910), der generelt anses som verdens første animerede dukkefilm.
Starevitj flyttede i 1911 til Moskva, hvor han fik arbejde hos filmmanden Aleksandr Khansjonkov. Starevitj indspillede hos Khansjonkov mere end 20 film, de fleste af dem dukke-animationsfilm med brug af døde dyr. En af filmene, Prekrasnaja Ljukanida (da.: Den smukke Ljukanida, 1912) opnåede international anerkendelse, og for Strekoza i muravej (da.: Guldsmeden og myren, 1913) blev Starevitj dekoreret af zar Nikolaj 2. Den bedst kendte film fra denne periode er dog Mest kinematografitjeskogo operatora (Filmfotografens hævn, 1912), et kynisk-satirisk arbejde om utroskab og jalousi blandt insekter med ganske menneskelignende egenskaber. Parallelt med animation arbejdede Starevitj som fotograf på life-action spillefilm (bl.a. Huset i Koloma (1913), ligesom han begyndte at arbejde med produktion af spillefilm. Han debuterede med filmatiseringen af Nikolaj Gogols novelle Den frygtelige hævn (1912), der ved en filmfestival i Milano vandt guldmedalje, og fortsatte temaet i 1913 med den 41-minutter lange Notj pered Rosjdestvom, (da.: Julenat, 1913) en filmatisering af Nikolaj Gogols historie af samme navn.
I tiden under 1. verdenskrig arbejdede Starevitj for flere forskellige filmselskaber, for hvilke han instruerede mere end 60 live-action spillefilm, hvoraf flere blev rimelig succesfulde. Under Oktoberrevolutionen i 1917 stillede det meste af den russiske filmindustri sig på "De Hvides" side og flygtede fra Moskva til Jalta på Krim. Efter et kortere ophold i Jalta flygtede Starevitj til Italien, før end Den Røde Hær indtog byen. Han drog kort efter fra Italien til Paris, hvor han sluttede sig til den russiske diaspora, der var flygtet fra bolsjevikkerne.

## Tiden i Frankrig
I Frankrig antog Vladislav Starevitj navnet Ladislas Starevich, der var nemmere at udtale på fransk. Han slog sig ned med sin familie i Paris-forstaden Joinville-le-Pont, hvor han hurtigt gik i gang med at instruere adskillige dukkefilm. Med ham arbejdede familien, særlig datteren Irina (der skiftede navn til det franske Irène). I 1924 flyttede Starevitj til en anden Paris-forstad, Fontenay-sous-Bois, hvor han boede til sin død i 1965.
Blandt de mest fremtrædende af Starevitjs film fra tiden i Frankrig er Les yeux du dragon (da.: Dragen øjne, 1925), et kinesisk eventyr, Le rat de ville et le rat des champs (da.: Byrotten og Landrotten, 1927), en parodi på amerikanske slapstickfilm, og La petite parade, baseret på H.C. Andersens eventyr Den Standhaftige Tinsoldat.
Filmen Le Roman de Renard (da.: Rævens romance, 1937) var Starevitjs første animationsfilm i spillefilmslængde, og filmen fremhæves ofte som hans bedste. Filmen blev skabt af kun Starevitj og hans datter Irène i årene 1929-30. Da filmen var færdig, besluttede filmselskabet at lægge lyd på filmen, men teknikken fejlede, og filmen blev ikke udgivet. Det tyske filmselskab UFA viste sig dog interesseret, og filmen blev herefter tilført lyd og tysk tale, og filmen fik premiere i Berlin i 1937. Der blev senere udgivet en fransk udgave i 1941. Filmen var blot den tredje animationsfilm i spillefilmslængde (efter Quirino Cristianis Peludópolis (1931) og Den nye Gulliver fra Sovjetunionen (1935)).
I 1933 producerede Starevitj med sin datter Irène en spillefilm på omtrent 1000 meter, oprindeligt kalet LS 18, men filmselskabet pressede på for at få kortet filmen ned. Det blev til filmen Fétiche Mascotte på ca. 600 meters, der blev udgivet i 1934. Filmens karakter, "La Mascotte" dannede grundlag for yderligere fem film, udgivet mellem 1934 og 1937, og distribueret i USA og Europa.
Under 2. verdenskrig indstillede Starevitj filmproduktionen. Efter krigen blev produktionen genoptaget, indtil han døde i 1965.

## Eftermæle
Starevitj anses som en af de første animatorer og som havende haft indflydelse på en lang række senere animatorer, herunder den amerikanske filmmand Terry Gilliam, der bl.a. stod for Monty Pythons animationer.

## Udvalgt filmografi
- Prekrasnaja Ljukanida (Прекрасная Люканида, или Война усачей с рогачами, 1912)
- Filmfotografens hævn (Месть кинематографического оператора, 1913)
- Julenat (Ночь перед Рождеством, 1913)[10]
- Strekoza i muravej (Стрекоза и муравей, 1913)
- Portræt (Портрет, 1915)[11][12]